# Polinices candidissimus
Polinices candidissimus is een slakkensoort uit de familie van de Naticidae. De wetenschappelijke naam van de soort is voor het eerst geldig gepubliceerd in 1842 door Le Guillou.